# HungaroCon
A HungaroCon országos sci-fi-találkozó Magyarországon.
A rendezvényt 1998-tól az Avana Egyesület szervezi. A rendezvényen az ismeretterjesztő előadásokon túl hagyományosan fórumok, kiállítások, szervezeti bemutatkozások, író-olvasó találkozók, díjátadók, közösségépítő programok vannak.

## A rendezvény helyszínei
- 1998–2009. Salgótarján, József Attila Művelődési Központ (JAMK)
- 2010. Gyula, illetve Budapest
- 2011. Salgótarján, Frei Cafe
- 2012. Bölcske, Művelődési ház
- 2013. Budapest, Uránia Filmszínház
- 2014-2015. Budapest, Ferencvárosi Művelődési Központ (FMK)[2]
- 2016-2017. Budapest, TEMI Művelődési Központ (Fehérvári út 47.)[3][4]
- 2018. Bara Hotel (Bp. Hegyalja út 34-36.)[5]
- 2019-2020. Budapest, Ferencvárosi Művelődési Központ (FMK)

## A rendezvény programjai

### Előadások
A 2012-ig többnapos találkozókon írók, tudósok, filmes és műszaki szakemberek, kiadók, szerkesztők, és kutatók tartottak előadásokat.
A 2013-tól a már csak egynapos rendezvényt a cosplayesek is színesítik.
Az Avana Egyesület sci-fi témájú kiadványok árusításával is népszerűsíti a zsánert.

### Kiállítások
Salgótarjánban és Bölcskén kiállításon mutatta be az Egyesület az illusztrációs, illetve a képregény-pályázat anyagait.

### Díjátadók
A sci-fi iránt érdeklődők országos találkozóján kerül sor az Avana Egyesület pályázatainak díjátadójára is.
- Zsoldos Péter-díj:[6] az előző évben megjelent regények, kisregények és novellák versengenek a díjért. (2019-ig).
- Monolit-díj: két évente, felváltva kerül kiadásra az legjobb novella és a legjobb regény kategóriában (2020-tól).
- Trethon-gyűrű: a sci-fi zsáner legjobb fordítói kapják.
- Preyer Hugo-díj:[7] amatőr novellaírók eddig még meg nem jelent, a pályázatra benyújtott műveinek díja.